# Кроводжа (Краків)
Кроводжа (пол. Krowodrza)- обшар Кракова, розташований у дільниці V Кроводжа. Це колишнє передмістя Кракова, яке раніше було частиною Клепажа. 1 квітня 1910 року він був включений до складу Кракова як його 17-а кадастрова дільниця.

## Історія
Кроводжа складалася з фільварків, лугів, орних полів і садів. Частково входила до складу так званего Біскупи, що належали до юридики духовенства; ймовірно краківські єпископи мали тут свій літній маєток. У міру розвитку міста це передмістя стало однією з найбільш промислових частин Кракова.
Згідно з австрійським переписом 1900 року, у Кроводжі на площі 421 га проживало 5045 осіб у 187 будинках, з яких 4890 (96,9%) були католиками, 121 (2,4%) євреями, 9 (0,2%) греко-католиками, і 25 (0,5%) іншої релігії чи конфесії, 4623 (91,6%) були польско-, 267 (5,3%) німецько-, 1 (0,1%) русинсько-, а 114 (2,3%)  іншомовними .
На момент приєднання до Кракова в 1910 році в ньому проживало 5583 жителі. У 1913 році тут була побудована вантажна залізнична станція, яка діє і сьогодні.
Повоєнний період приніс дуже вирішальний розвиток Кроводжи як столичного району. Ці зміни відбулися на основі подальших планів просторового розвитку Кракова, особливо з 1954 та 1964 років. Північну межу колишньої Кроводжі було підкреслено ходом нової артерії – вул. Опольської (ul. Opolska).
У післявоєнний період відбулися подальші зміни у приналежності Кроводжи до адміністративного поділу міста. У 1954 році існуючий поділ на кадастрові дільниці було скасовано. Відтоді і до 1973 року Кроводжа належала до великого дільниці Клепаж разом із Броновіце Мале та Броновіце Вельке, Ґуркою Народовою, Прондником Бялим, Тонями та Вітковіцами. Завдяки запровадженню нового адміністративного поділу Кракова 1 січня 1973 року на чотири великі дільниці: Середмістя, Підґуже, Нова Гута та Кроводжа, колишнє село Кроводжа опинилося в 1973–1990 роках у межах великої дільниці названої на його честь.

## Поділ Кроводжи з 1991 року
Перетворення місцевого самоврядування в Кракові після 1989 року також торкнулися Кроводжі. Адміністративний поділ з 1991 року повернувся до менших одиниць (їх було створено 18), які більше відповідають інтересам і зв'язкам місцевих громад. Більша частина історичної Кроводжи, аж до залізничної лінії Краків-Катовіце, була включена до дільниці V Кроводжа самоврядування, до якого також входили Нова Вєсь і Лобзов . Північна частина Кроводжи, відокремлена залізничною колією, включена до району IV Пронднік Бяли .

## Галерея

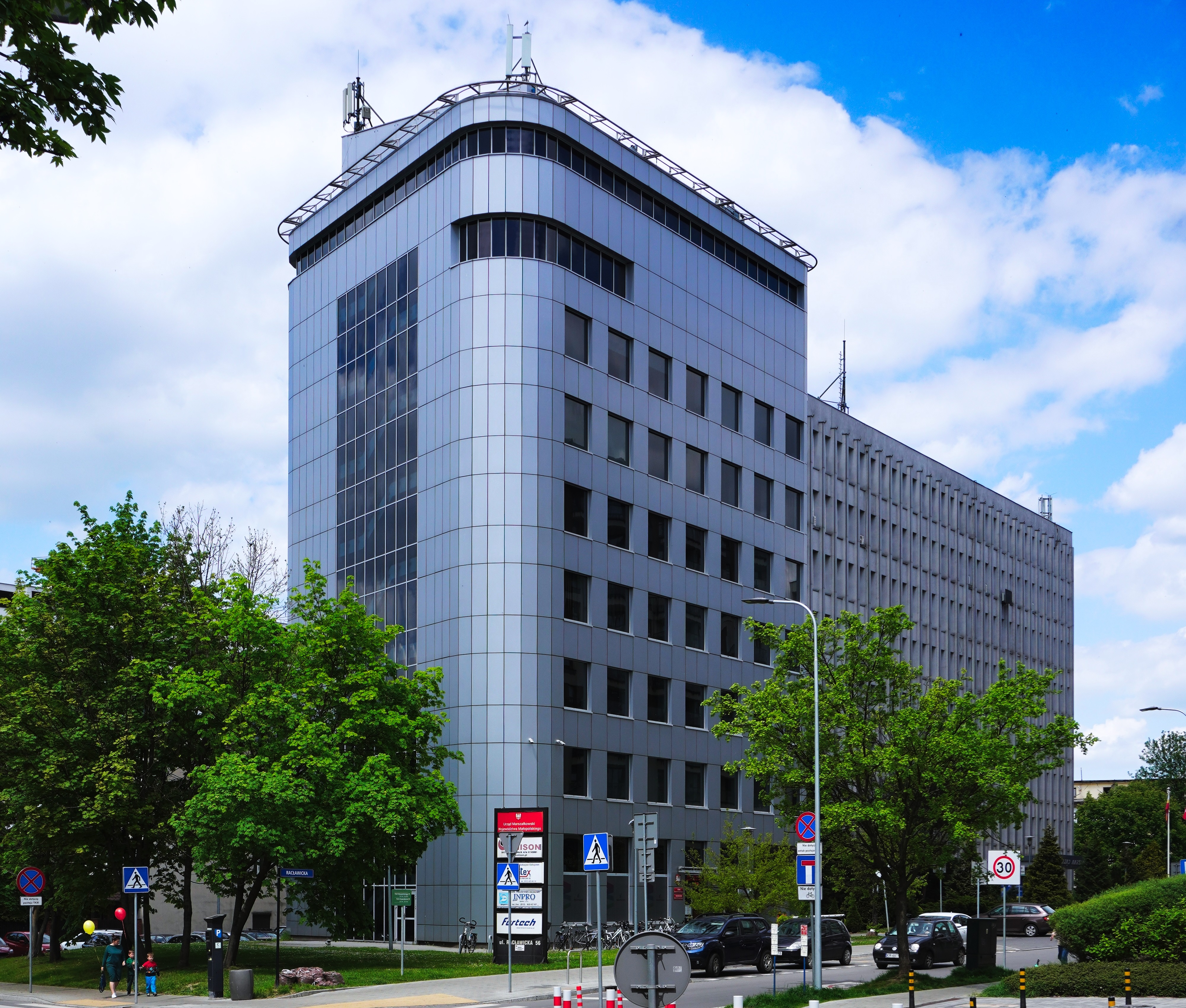
Уряд Маршалковський Воєводства Малопольського (Urząd Marszałkowski Województwa Małopolskiego)
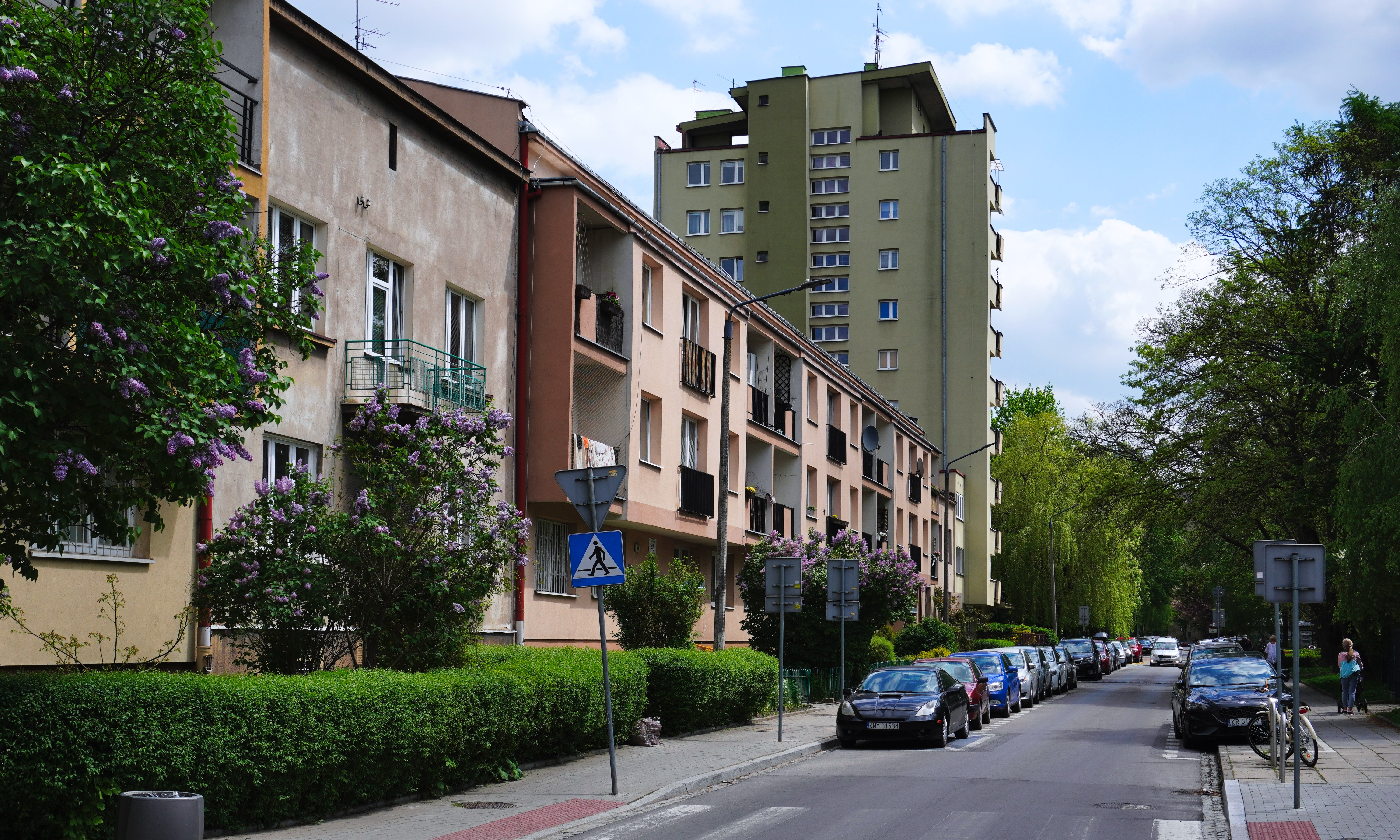
вул. Літевська (Ulica Litewska)
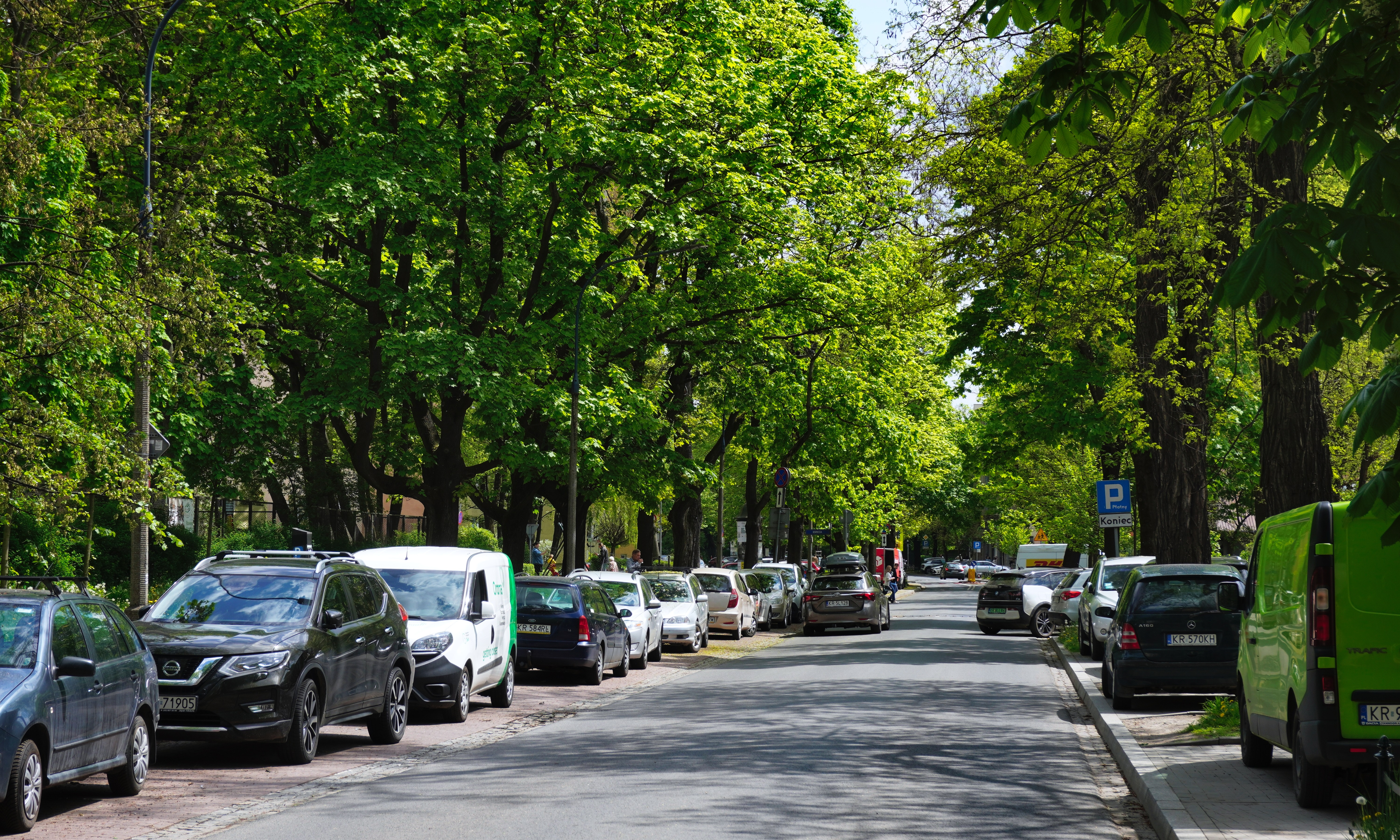
вул. Мазовецька (Ulica Mazowiecka)
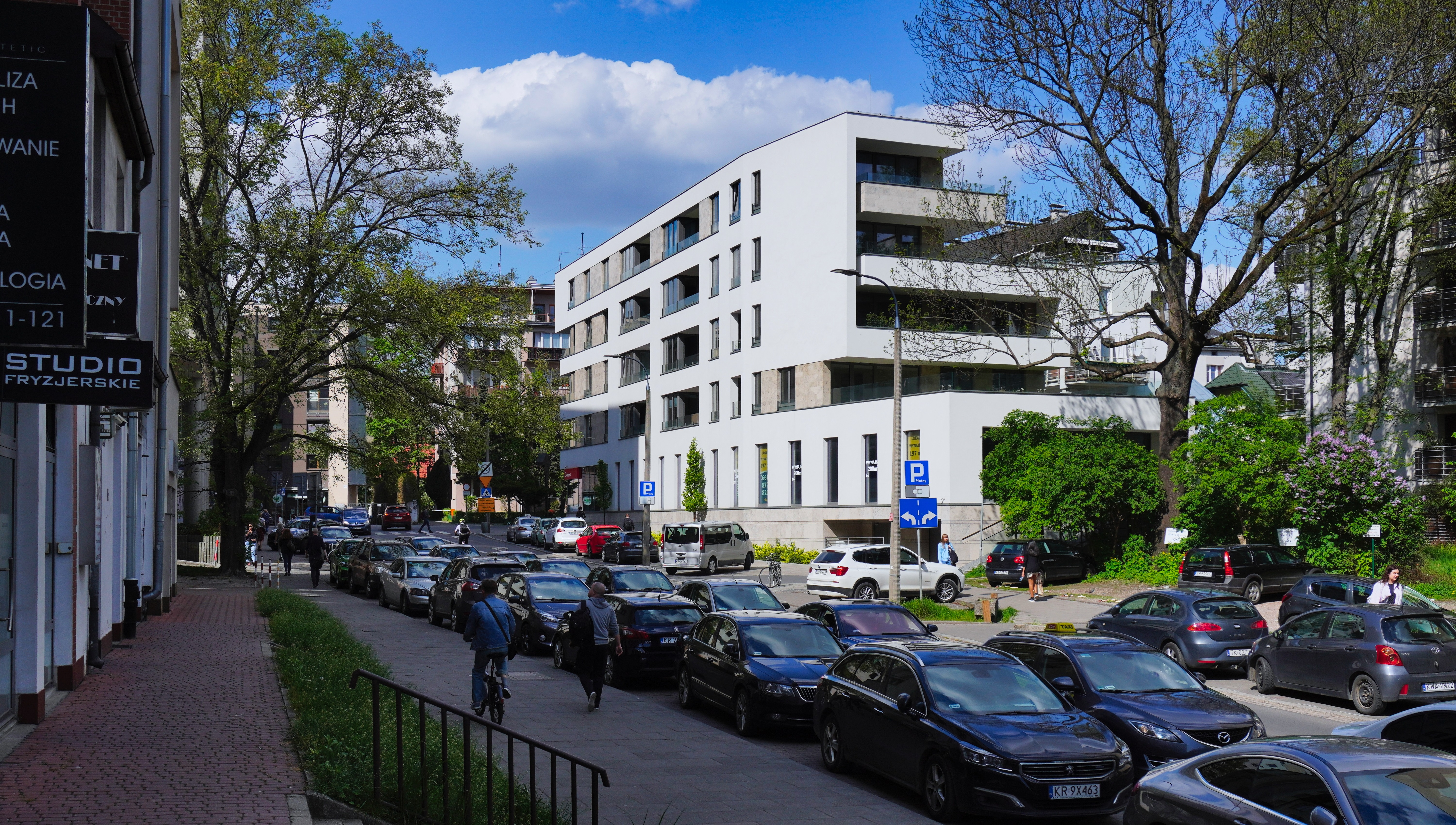
вул. Швентокжиска (Ulica Świętokrzyska)
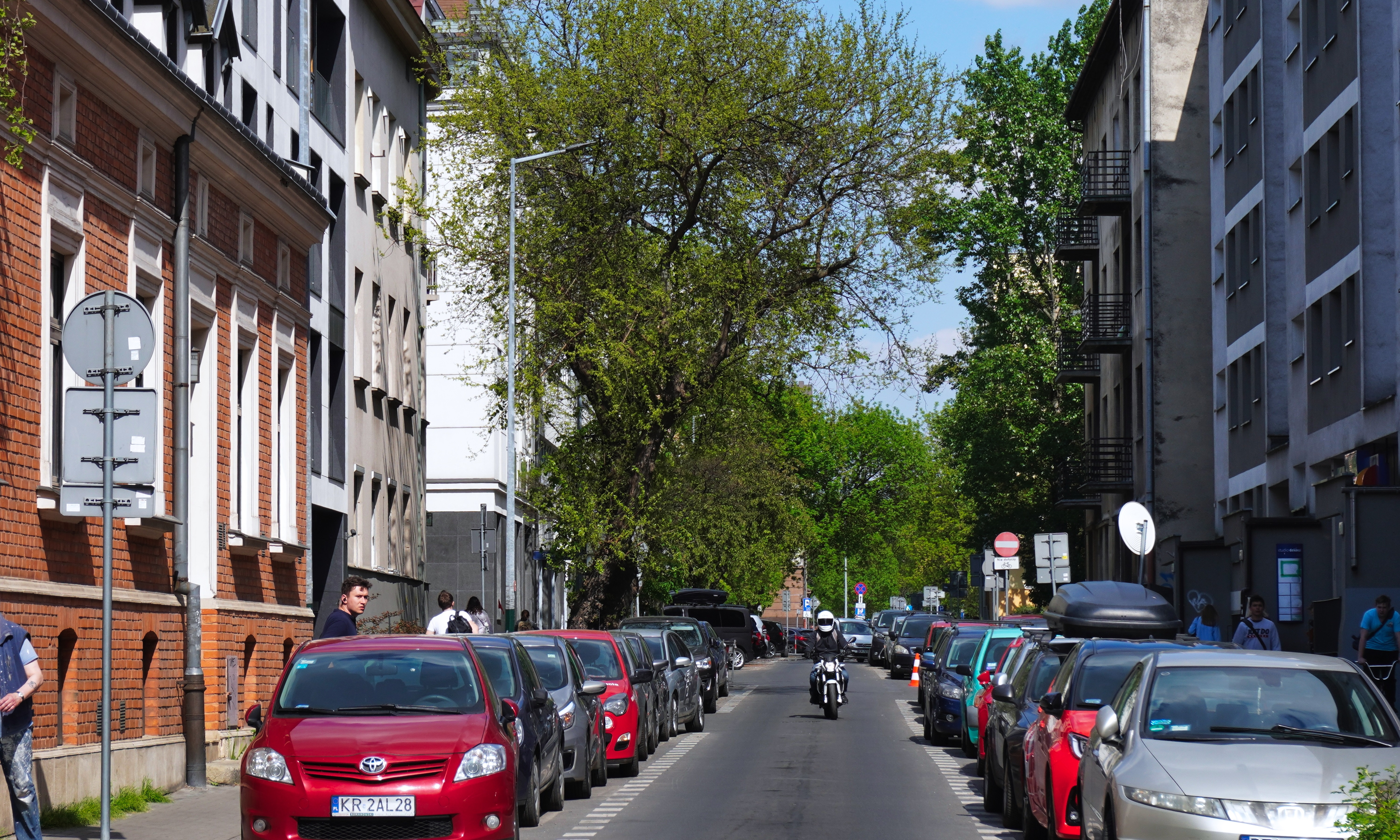
вул. Любельська (Ulica Lubelska)
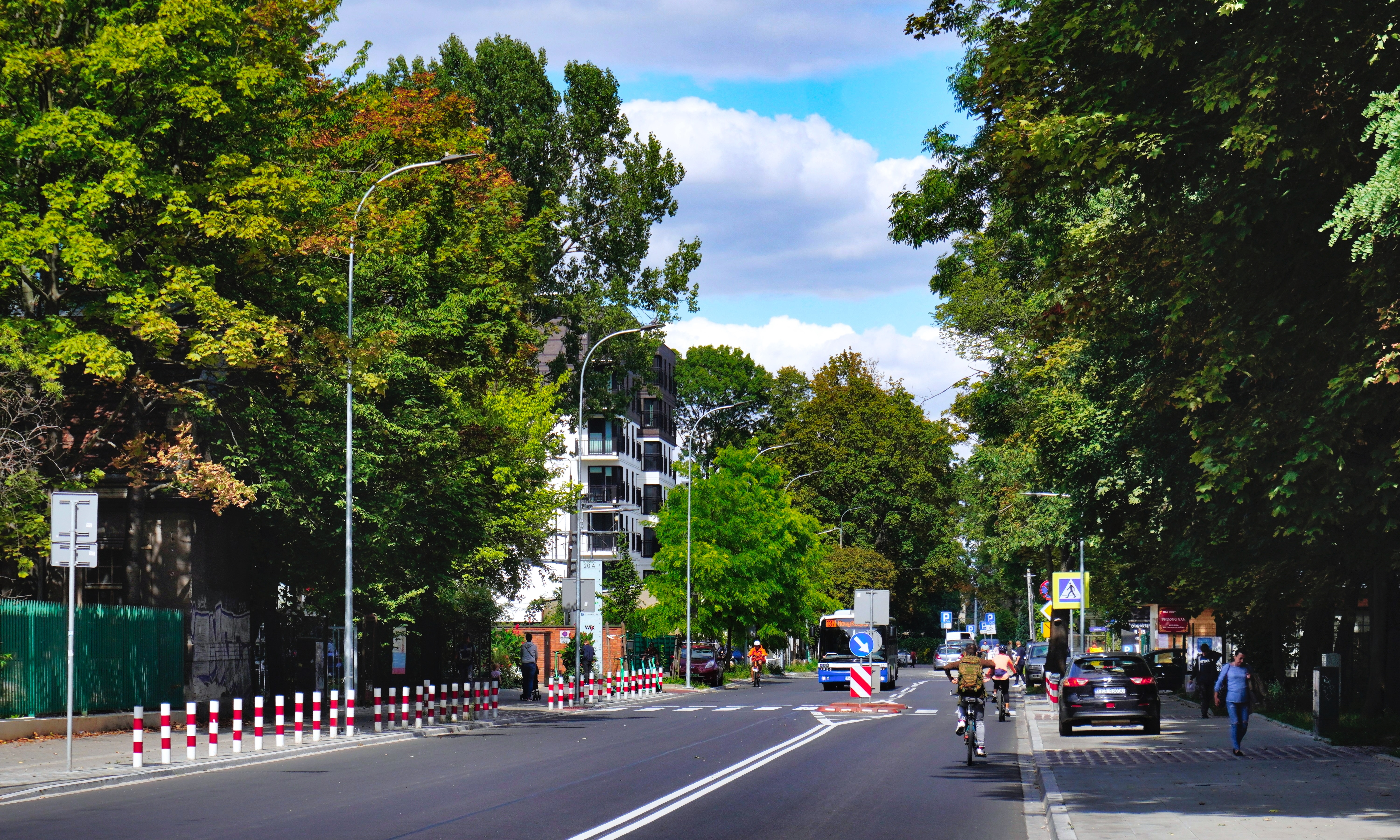
вул. Прондницька (Ulica Prądnicka)
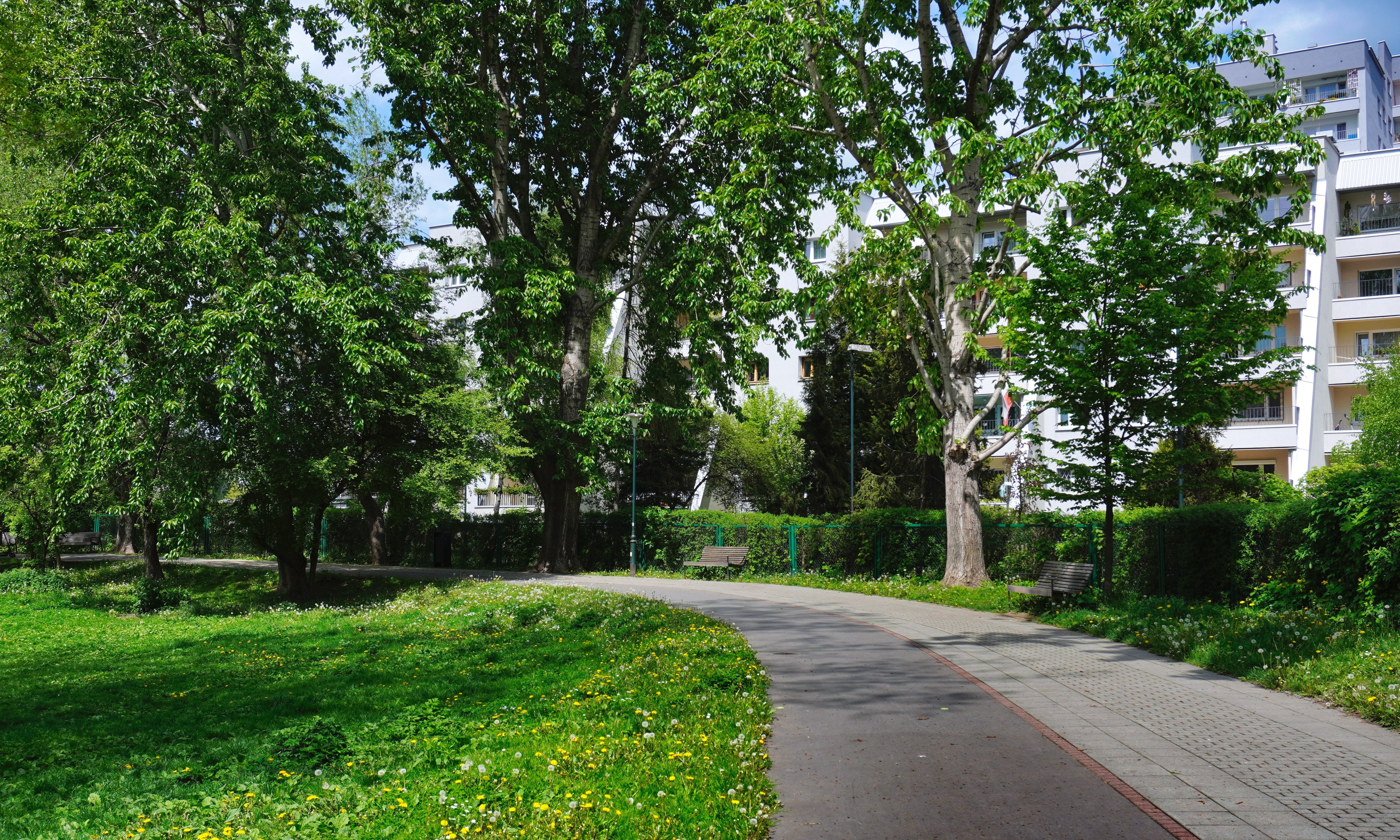
Млинувка Крулевська
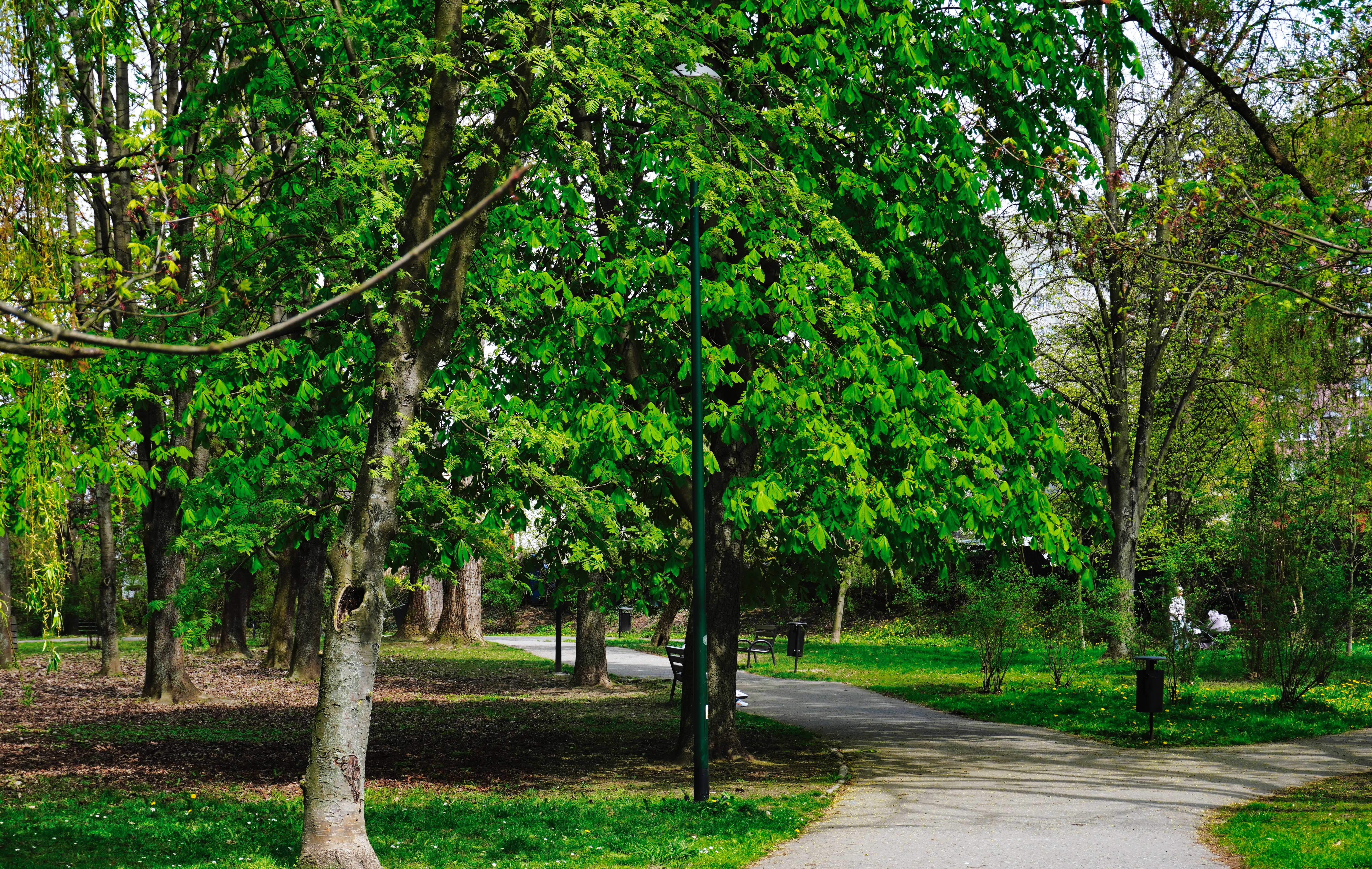
Парк імені Станіслава Виспянського
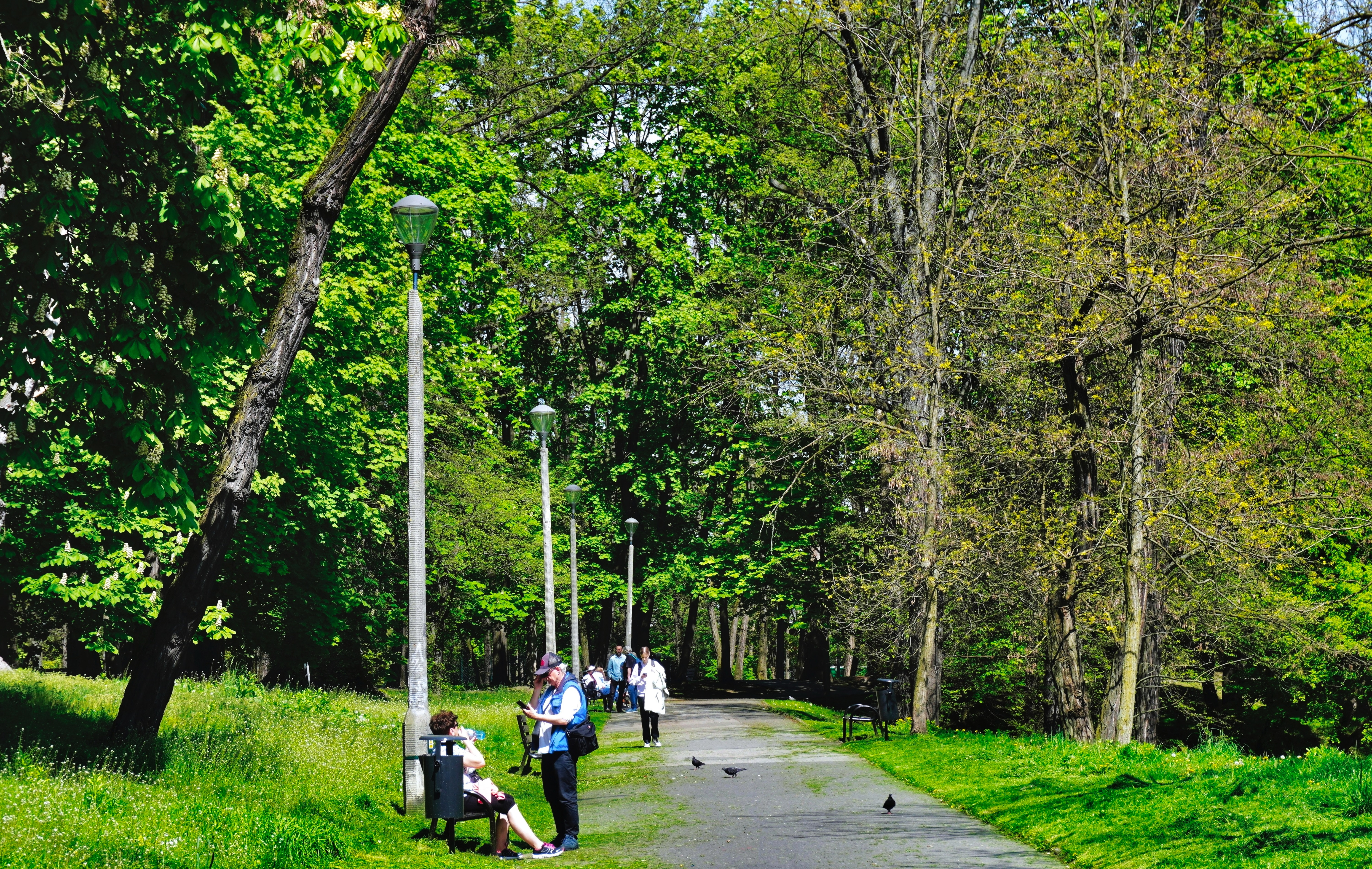
Парк Клепарський